# Лихачиха
Лихачи́ха — село в Україні, у Володарській селищній громаді Білоцерківського району Київської області.

## Географія

### Розташування
На північний захід від села знаходиться лісовий масив Володарська дача.
На півнчний схід від села розташований курган Царева Могила

.

### Гідрографія
Село розташоване у межах Поросся на Придніпровської височини в лісостеповій смузі, на правому крутому березі долини річки Торц, яка є правою притокою басейна річки Рось. Берег річки в межах села терасований житловою забудовою. Найбільший став створений на річці Торц, два менших на Лихачиському струмку, який є правою притокою Торца. Вся південна сторона села виходить до водойм і русла річки, у тому числі і до заболоченої долини річки Торц в південно-західній частині. Околиці села помережані ярами.

Басейн річки Рось

### Клімат
Клімат холодний і помірний. Згідно з Класифікацією кліматів Кеппена, цей клімат класифікується як Dfb. Середня температура в Лихачисі складає 7,5 ° С. В середньому опадів тут 623 мм. Існує різниця в 55 мм опадів між самими сухими і вологими місяцями. Середня температура протягом року змінюється на 24,7 ° С.
Липень — найтепліший місяць року. Температура в липні в середньому становить 19,2 ° С. У січні середня температура -5,5 ° С, це найменша середня температура цілого року.
Періодично при сутінках спостерігаються сильні тумани, які не виходять за межі долини, а в осінньо-зимовий період можуть проявитись у будь-яку пору доби — таке заповнення долини туманом дуже добре спостерігається з автошляху Р18 на відтинку між Володаркою та Ставищами. Щороку в селі можна бачити подвійні та потрійні веселки.
| Клімат Лихачихи           | Клімат Лихачихи | Клімат Лихачихи | Клімат Лихачихи | Клімат Лихачихи | Клімат Лихачихи | Клімат Лихачихи | Клімат Лихачихи | Клімат Лихачихи | Клімат Лихачихи | Клімат Лихачихи | Клімат Лихачихи | Клімат Лихачихи | Клімат Лихачихи |
| Показник                  | Січ.            | Лют.            | Бер.            | Квіт.           | Трав.           | Черв.           | Лип.            | Серп.           | Вер.            | Жовт.           | Лист.           | Груд.           | Рік             |
| Середній максимум, °C     | −2,6            | −1,2            | 3,8             | 13,2            | 19,9            | 23,2            | 24,4            | 23,7            | 18,8            | 12              | 4,5             | 0,1             | 11,7            |
| Середня температура, °C   | −5,5            | −4,3            | 0,3             | 8,5             | 14,7            | 18              | 19,2            | 18,3            | 13,6            | 7,8             | 1,8             | −2,3            | 7,5             |
| Середній мінімум, °C      | −8,4            | −7,4            | −3,2            | 3,8             | 9,5             | 12,8            | 14              | 13              | 8,5             | 3,6             | −0,8            | −4,7            | 3,3             |
| Норма опадів, мм          | 43              | 39              | 34              | 47              | 56              | 82              | 89              | 60              | 49              | 35              | 43              | 46              | 623             |
| ------------------------- | --------------- | --------------- | --------------- | --------------- | --------------- | --------------- | --------------- | --------------- | --------------- | --------------- | --------------- | --------------- | --------------- |
| Джерело: CLIMATE-DATA.ORG |                 |                 |                 |                 |                 |                 |                 |                 |                 |                 |                 |                 |                 |

## Історія
Точної дати заснування постійного осілого поселення немає, на сучасній території села був ліс, який з часом вирубувався для ведення сільського господарства. На наявність поселення впливали такі фактори, як колонізаторська експансція землеробського населення та військові дії кочових народів в степу.

### Велике Князівство Литовське
1362—1569 роки в Великому князівстві Литовському, після битви на Битви на Синіх Водах 1362 року.
- 1362—1470 Київське князівство.
- 1471—1569 Київське воєводство.

### Річ Посполита

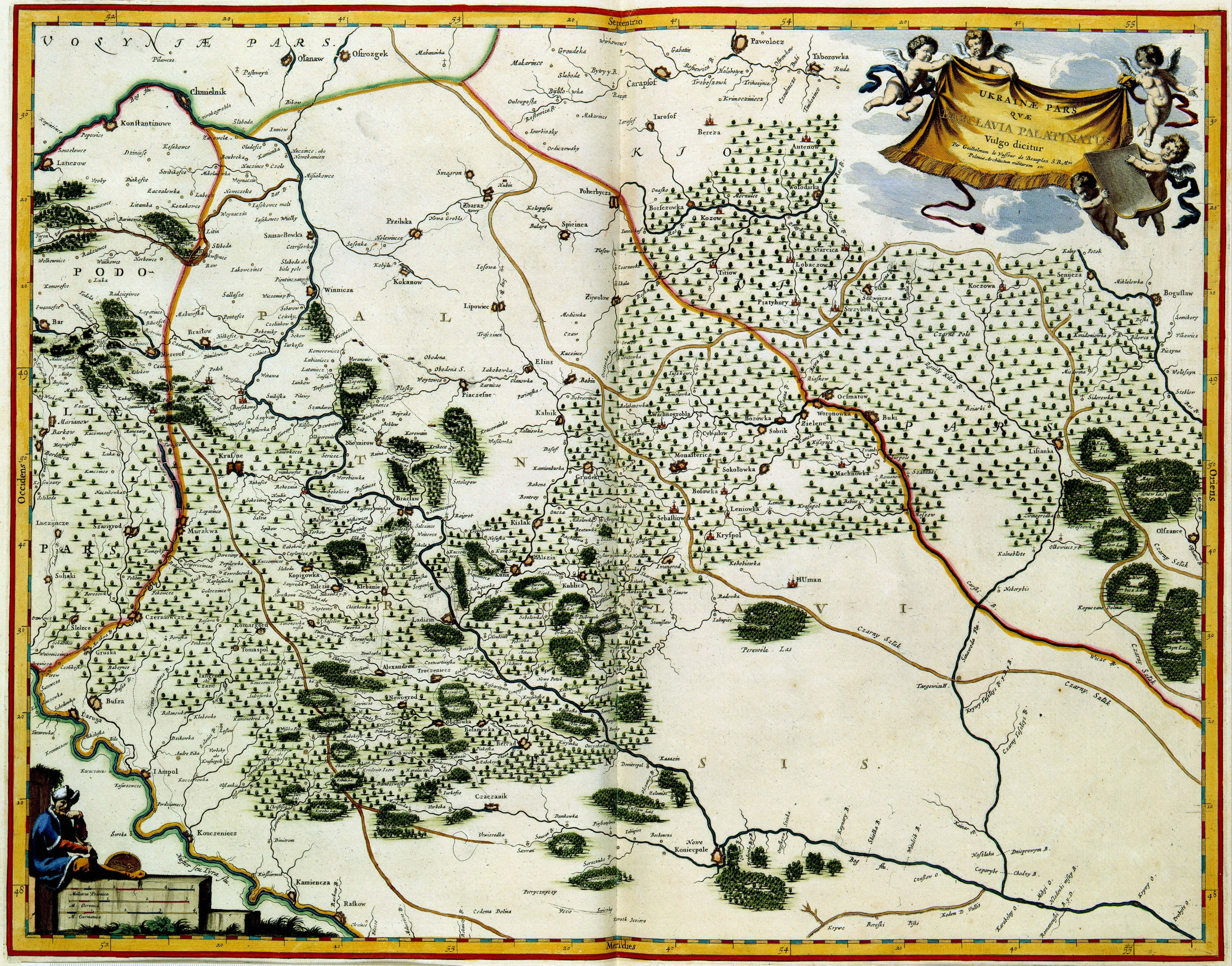
Карта Боплана, 1648 (1639)

1569—1649 роки в Речі Посполитій, після Люблінської унії 1569 року (Київське воєводство, Київський повіт).
1649—1667 роки в Гетьманщині, після повстання Богдана Хмельницького 1648 року (Білоцерківський полк).
1667—1793 роки в Речі Посполитій, після Андрусівського перемир'я 1667 року.
- 1667—1676 Білоцерківський полк.
- 1676—1793 Київське воєводство, Київський повіт. В зазначений період було два примусових переселення мешканців на лівобережну Україну: великий згін (1678–1679); згін населення (1711—1712).

### Російська Імперія

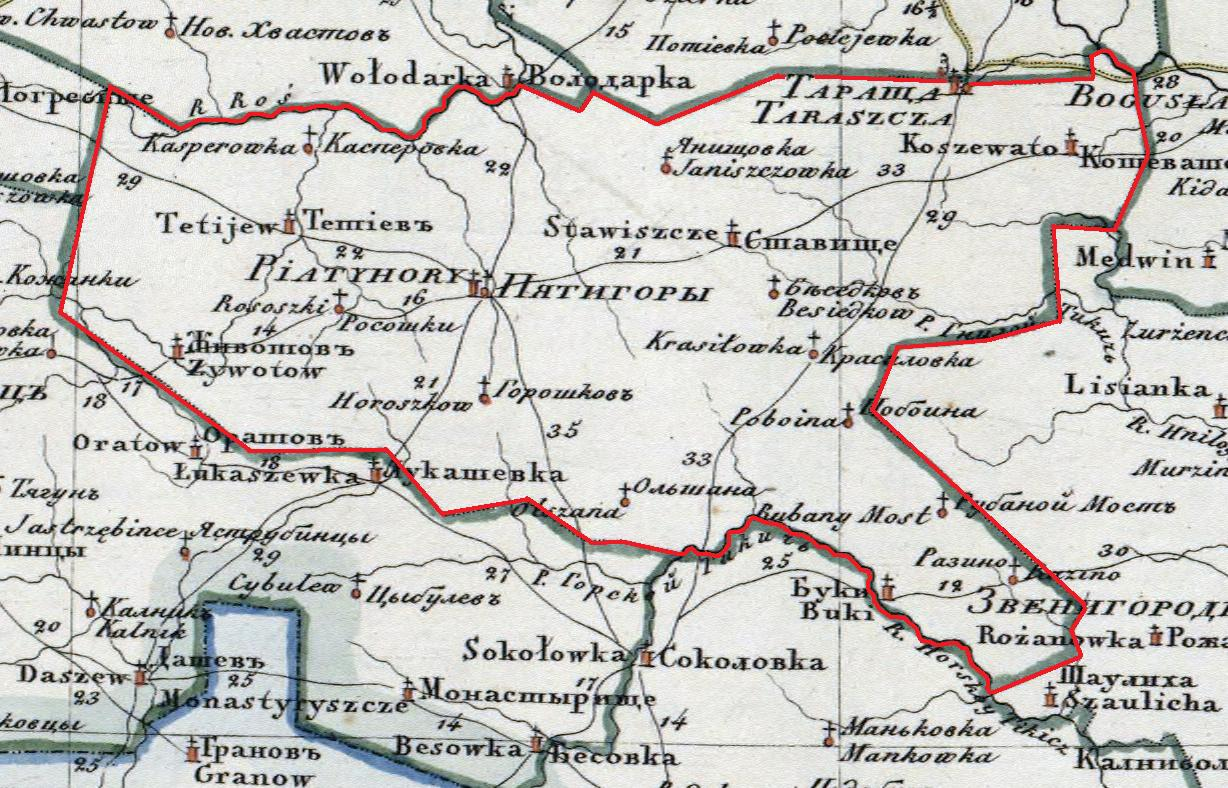
Карта Таращанського повіту, 1821 рік

1793—1917 роки в Російській імперії, після другого поділу Речі Посполитої 1793 року.
- 1793—1796 Брацлавське намісництво, П'ятигорський повіт, Кривецька волость.
- 1796—1800 Київська губернія, П'ятигорський повіт, Кривецька волость.
- 1800—1917 Київська губернія, Таращанський повіт, Кривецька волость (у 1800 році замість П'ятигор повітовим містечком стає Тараща).

В 1885 році у Варшаві виходить шостий том Географічного словника Королівства Польського, де було зазначено що Лихачиха має 1365 десятин землі та 165 мешканців і відокремлене майно Леонарда Улашина.
Станом на 1900 рік село мало 507 осіб, 98 дворів, школу грамоти, водяний млин у власності поміщика.

### Визвольні змагання
1917—1922 роки періоду визвольних змагань (Київська губернія, Таращанський повіт, Кривецька волость).
Влада в селі змінювалась залежно від фронтів протиборчих сторін та рейдів окремих командирів.
- весна 1917 — осінь 1917 Українська Центральна Рада.
- осінь 1917 — зима 1918 УНР.
- зима 1918 УНРР.
- зима 1918 — весна 1918 УНР (Земля УНР Поросся, Таращанський повіт, Кривецька волость).
- весна 1918 — зима 1918 Гетьманська Українська Держава.

30 липня 1918 року в Лихачиху ввійшов зі своїм загоном Федір Гребенко командувач Таращанського повстання, виходячи з-під оточення в сніжанському лісі біля Ставищ (сніжанський ліс — Сухий Яр — Стрижавка — Торчиця — Матвіїха — Лихачиха). Штаб розміщувався в одноповерховій садибі пана Улашина, який на той час стояв запущеним (двір Улашиних був розгромлений на початку 1918 року). Після короткого відпочинку загін взяв напрямок на Володарку і далі на Рокитне (Лихачиха — Володарка — Надросівка — Тарган — Пархомівка — Тадіївка — Чупира — Потіївка — Насташка — Довгалівське (Троцка) — Острів — Рокитне).
- зима 1918 — зима 1919 Директорія УНР.
- зима 1919 — літо 1919 УСРР.
- літо 1919 — осінь 1919 Директорія УНР.
- осінь 1919 — зима 1920 Збройні Сили Півдня Росії (Добровольча армія Денікіна).
- зима 1920 — весна 1910 УСРР.
- весна 1920 — літо 1920 Директорія УНР в союзі з Польською армією.
- літо 1920—1922 УСРР.

### Радянський період

Історія адміністративних змін

1922—1941 роки в СРСР, після конференції делегацій від з'їздів чотирьох республік: РРФСР, УСРР, БРСР, ЗРФСР.
- 1922—1923 УСРР, Київська губернія, Таращанський повіт, Кривецька волость.
- 1923—1925 УСРР, Київська губернія, Білоцерківська округа, Володарський район (створені райони).
- 1925—1930 УСРР, Білоцерківська округа, Володарський район (скасовані губернії).

Під час колективізації Лихачиха була підпорядкована сільській раді Матвіїхи і вони разом утворили колгосп «Ленінська іскра», за яким було закріплено 2522 га. землі, з них орної 2411 га. В колгоспі основними напрямками були зернові культури, цукрові буряки та м'ясо—молочне тваринництво.
- 1930—1932 УСРР, Володарський район (скасовані округи).
- 1932—1937 УСРР, Київська область, Володарський район (утворення областей).

На місцевому цвинтарі є спільне поховання жертв Голодомору 1932—1933 років.
- 1937—1941 УРСР, Київська область, Володарський район (УСРР була перейменована на УРСР після прийняття нової конституції СРСР у 1937 році).

На місці колишнього панського млина був збудований новий (1940), який спочатку мав водяний привід, а пізніше був переведений на електричну тягу (1958).
14 липня 1941 — 31 грудня 1943 роки окупації Третім Рейхом під час Другої світової війни (Райхскомісаріат Україна, Генеральна округа Київ, Білоцерківський ґебіт, Район Володарка).
1944—1991 роки в СРСР (УРСР, Київська область, Володарський район).
При в'їзді в село, ліворуч від дороги, розташовувалась одна з двох колгоспних тваринницьких ферм (стрічковий фундамент з бутового каменю, цегляні стіни, шиферний дах): чотири корівники, дві ваги, склад хімічних добрив та паливо-мастильних матеріалів, силосні ями (бутовий камінь), управничий будиночок (Ленінська кімната), приміщення для осіменіння корів, водонапірна башта (металева), насосне відділення. Через всю ферму прокладена дорога з бутового каміння від в'їзду до насосного відділення. За тваринницькою фермою знаходився колгоспний сад (яблука, груші). В центі села був збудований магазин Сільпо, за яким розміщувались старі комори з саману. Електрифікація села відбулась після 1958 року, коли у селі Логвин побудували електростанцію. Були заасфальтовані під'їзний шлях та центральна вулиця, яка поєднує Матвіїху та дорогу Володарка — Ставище. Проведено дротяний телефонний зв'язок та реалізована радіофікація.
Стара школа з саману була зачинена після того як в Матвіїсі була збудована нова. І стара школа і її стадіон проіснували до середини 1990-х років і знаходились ліворуч від дороги (приблизно на відстані 50 м.), яка веде від магазину до мосту на Василиху, за приватними будинками (до середини 1990-х років були відсутні). На місці старої школи виріс ліс який з'єднався з правобережним ліском Лихачиського струмка, її стадіон розораний під присадибні городи. Розташування старої школи в Лихачисі можна ідентифікувати, якщо провести початок лінії від правої стінки магазина «Сільпо» — ЛЕП — присадибні городи (колишній шкільний стадіон) — дорога — стара школа (приблизно 100 м по прямій від магазина) — лісовий правий берег Лихачиського струмка.
Після Чорнобильської катастрофи в селі з'явились переселенці з радіаційно забруднених територій.

### Україна
З 24 серпня 1991 року в складі незалежної України
- 24 серпня 1991 — 12 червня 2020 Київська область, Володарський район.
- з 12 червня 2020 року Київська область, Білоцерківський район, Володарська селищна громада (після адміністративно-територіальної реформи).

## Населення

### Мова
Розподіл населення за рідною мовою за даними перепису 2001 року:
| Мова       | Кількість | Відсоток |
| ---------- | --------- | -------- |
| українська | 209       | 97.66%   |
| російська  | 5         | 2.34%    |
| Усього     | 214       | 100%     |

## Інфраструктура
В селі розміщуються: магазин; млин біля річки Торц (споруда 1940 року); водонапірна башта з насосним відділенням — забезпечує водогоном частину села; залишки хімічного складу. На відстані в 1 км пролягає автошлях Р18 з яким з'єднана центральна вулиця (асфальтованими є тільки під'їзд до села з автошляху та центральна вулиця, бічні мають ґрунтове покриття). Через село курсує автобусне сполучення Біла Церква — Володарка (Біла Церква — Мала Вільшанка — Гайок — Тарасівка — Тадіївка — Пархомівка — Ожегівка — Лихачиха — Матвіїха — Лихачиха — Володарка). Шкільним автобусом поєднується з Матвіїхою та Володаркою. Також є два мости: бетонний до с. Матвіїха через річку Торц та дерев'яний до с. Василиха через Лихачиський струмок. До села прилягають три ставки різної площі та глибини. Вздовж центральної вулиці розташовані чотири спільні колодязі. Через село прокладена ЛЕП. Присутні дротове радіо та мобільний зв'язок (через рельєфні перешкоди є «мертві зони»). Мобільний інтернет проблематичний (слабкий сигнал від вежі розташованій в Володарці), кабельне інтернет з'єднання проведене в березні 2018 року. Стаціонарний телефонний зв'язок є не у всіх помешканнях. Село частково газофіковане (2013).

## Відомі уродженці
- Генрик Улашин (пол. Henryk Ułaszyn; 19 січня 1874 — 23 травня 1956) — польський мовознавець-славіст.
- Максик Руденко (Картуз) - відобий покерний гравець на фішки в покер старс